# 阿爾滕代雷溪谷國家公園
40°42′31.62″N 39°38′55.18″E / 40.7087833°N 39.6486611°E

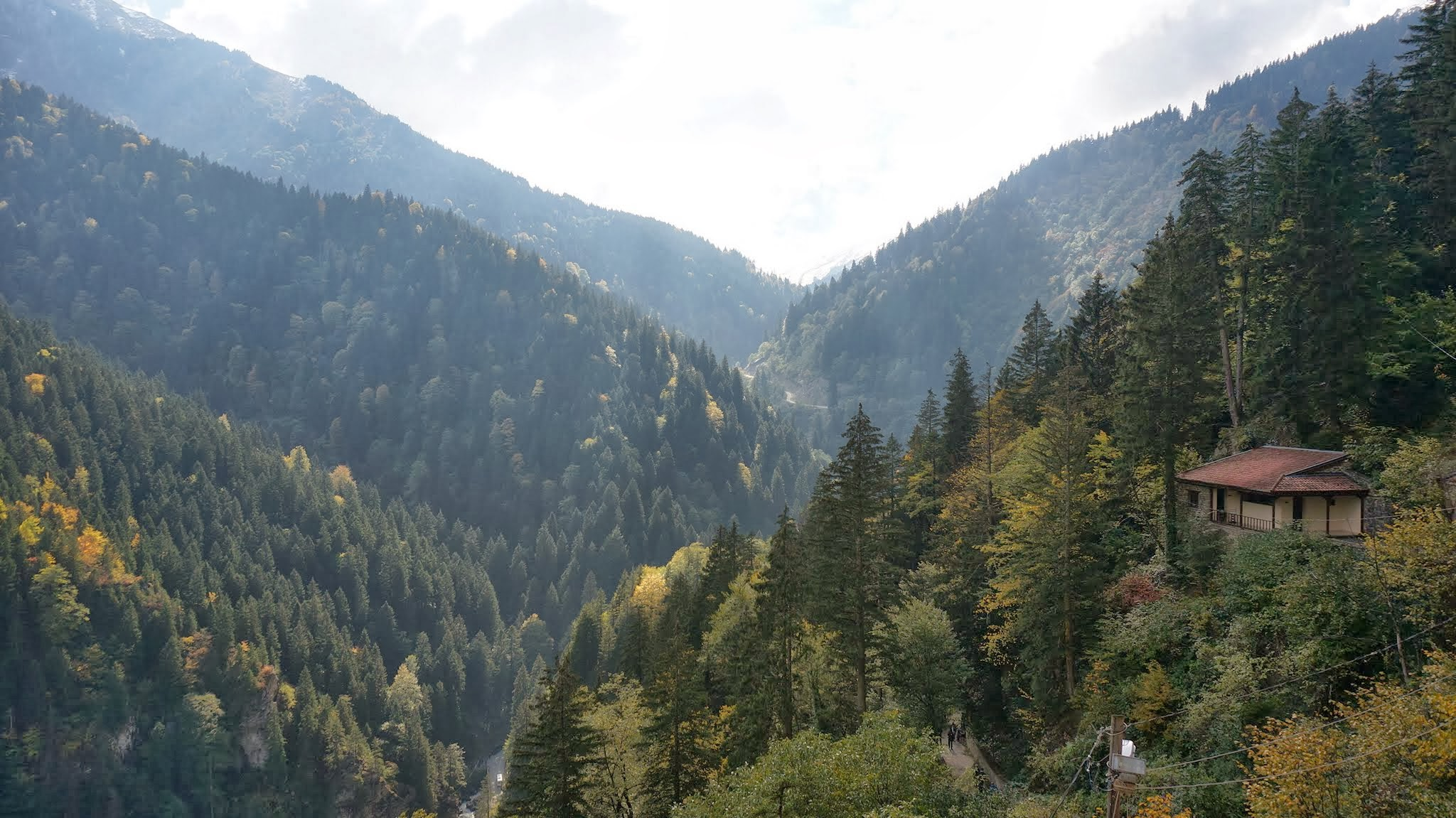

阿爾滕代雷溪谷國家公園是土耳其的國家公園，位於該國東北部，處於特拉布宗省，處於首都安卡拉以東600公里，成立於1987年9月9日，面積45平方公里。